# Schurkenstaat
Mit dem politischen Schlagwort Schurkenstaat(en) (englisch rogue states) bezeichneten die ehemalige US-Regierung unter George W. Bush und manche ihrer Verbündeten eine Gruppe meist diktatorisch regierter Staaten, die sich nach ihrer Auffassung aggressiv gegenüber anderen Ländern verhalten, die Stabilität weiterer Regionen untergraben und sich zugleich internationalen Verhandlungen verweigern.
Als offizielle Liste von Schurkenstaaten gilt die Liste der US-Regierung von Staaten, die den Terrorismus unterstützen (State Sponsors of Terrorism). Darüber hinaus wurden weitere Staaten, die nicht auf dieser Liste stehen, gelegentlich ebenfalls als „Schurkenstaaten“ oder als Kandidaten für eine Auflistung genannt.
In ähnlicher Weise werden die Begriffe Achse des Bösen und Vorposten der Tyrannei verwendet.

## Zum Begriff
„Schurkenstaat“ ist die allgemein übliche deutsche Übersetzung des englischen Begriffs „rogue state“. Diese Übersetzung vermag nicht ganz den Inhalt des Originals zu transportieren, da „rogue“ nicht nur einen Gauner oder Spitzbuben bezeichnet, sondern auch – besonders in der Tierwelt – einen unberechenbaren und irrational handelnden Einzelgänger, der eine schwer einzuschätzende Gefahr für andere darstellt.
„Schurkenstaaten“ ist zudem die deutsche Übersetzung des Begriffs „outlaw states“, den John Rawls, ein amerikanischer Philosoph des 20. Jahrhunderts, in seinem Buch „Das Recht der Völker“ gebraucht. Er bezeichnet damit Staaten, die der Gemeinschaft der Völker feindselig gegenüberstehen, aggressive Ziele verfolgen und die Menschenrechte ihrer Bürger massiv missachten. Nach Rawls hat die Gemeinschaft derjenigen Völker, die den Frieden sichern wollen, das „Recht“, Schurkenstaaten „nicht zu tolerieren“. Selbst wenn ein Schurkenstaat „nur“ seine Bürger unterdrücke, beeinflusse er damit die anderen Völker negativ und vergifte die internationalen Beziehungen. Schurkenstaaten müssten daher verurteilt und in schwerwiegenden Fällen Sanktionen oder sogar Interventionen unterworfen werden. Als geeignete Sanktionen führt Rawls den Ausschluss des betreffenden Staates von der internationalen Kooperation und vom Warenverkehr an. Als letztes Mittel sei sogar eine gewaltsame militärische Intervention zum Schutz der Bürger eines Schurkenstaates legitim.

## Die Definition der US-Regierung
Als typisches Erkennungsmerkmal, das die Bush-Regierung den Schurkenstaaten gibt, gelten die Unterstützung des Terrorismus und das Streben nach Massenvernichtungswaffen, vor allem nuklearen. Über die betroffenen Staaten wurden in unterschiedlichen Konstellationen durch multinationale Organisationen (UNO), Staatengruppen (EU) und/oder Einzelstaaten (USA) Sanktionen erlassen, wobei dies in aller Regel keine Zustimmung zur These von den „Schurkenstaaten“ der gegenwärtigen US-Regierung implizierte.
Nach der US-amerikanisch geführten, völkerrechtswidrigen «Intervention» im Irak 2003, die zum Sturz sowie zur späteren Gefangennahme und Hinrichtung Saddam Husseins führte, verlor der Irak diesen „Status“. Mit der Erklärung Libyens 2004, die Unterstützung des Terrorismus aufzugeben und die Entwicklung von Massenvernichtungswaffen einstellen zu wollen, wurde der Weg für eine Aufhebung der internationalen Sanktionen und eine Rückkehr in die Staatengemeinschaft geebnet. Nordkorea wurde gegen die Zusicherung, sein Atomprogramm zu beenden, 2008 von der Liste entfernt.
In den letzten sechs Monaten der Regierungszeit von Bill Clinton (2000 – 2001) wurde der Begriff in „Besorgnis erregende Staaten“ (engl. states of concern) geändert, ohne jedoch die zugrunde liegende Bedeutung im Kern aufzugeben. Allerdings wurde dieses Schlagwort von der Regierung unter George W. Bush erst 2004 wieder aufgegriffen, um weitere Länder – solche, die nicht ganz das für die Rubrik ausgemachter „Schurkenstaaten“ erforderliche Gefahrenpotential aufweisen – in diese Gruppe aufnehmen und sanktionieren zu können.

## Vorbehalte und Kritik
In den meisten deutschen Medien wird der Terminus „Schurkenstaat“ in der Regel in Anführungen gesetzt, da er – wie kritisiert wird – wissenschaftlichen und politischen Kriterien von auch nur hinreichender Schlüssigkeit mitnichten standhalte und vielfach als propagandistisch betrachtet wird. Eine vielbeachtete, fundamentale und ironische Kritik des Begriffs hat der französische Philosoph Jacques Derrida in seinem Essay „Schurken“ (2003) versucht. In den USA selbst ist der Begriff „Schurkenstaaten“ unter Kritikern der Bush-Regierung einer der meistpersiflierten und -parodierten, obwohl er auch von Clinton zeitweise benutzt wurde. Die Verwendung dieses Begriffs und die Politik der USA führten dazu, dass die USA von einigen vehementen Kritikern ihrer Außenpolitik selbst als Schurkenstaat bezeichnet werden (z. B. von Noam Chomsky oder William Blum). Der Politikwissenschaftler Samuel Huntington, ehemaliger Professor für Regierungswissenschaften in Harvard, merkte an, dass die USA für einen Großteil der Welt „die Super-Schurkenmacht, [...] die größte externe Bedrohung für ihre Gesellschaften“ sind. Auch Robert Jervis, ehemaliger Präsident der American Political Science Association, kommentierte: „In den Augen eines Großteils der Welt sind die Vereinigten Staaten heute der größte Schurkenstaat.“ Laut Umfragen des internationalen Meinungsforschungsverbunds WIN/GIA von 2013 sieht die Weltbevölkerung die USA als bei weitem größte Bedrohung für den Weltfrieden an. Insbesondere die Befragten in Russland (54 %), China (49 %) und Bosnien (49 %) hatten am meisten Angst vor den USA als Bedrohung.

## Aktuelle und ehemalige „Schurkenstaaten“
Aktuell werden von der US-Regierung Nordkorea, Iran, Sudan und Syrien als „Schurkenstaaten“ bzw. „Staaten, die den Terrorismus unterstützen“ bezeichnet. Ehemals gehörten der Irak, Südjemen, Libyen und Nordkorea dazu. Im Rahmen der Sechs-Parteien-Gespräche wurde zugesagt, dass Nordkorea von der Liste gestrichen wird, wenn es sein Atomprogramm beendet. Am 11. Oktober 2008 wurde mitgeteilt, dass Nordkorea von der Liste entfernt wurde. Nachdem die sudanesische Regierung das Unabhängigkeitsreferendum im Südsudan 2011 plangemäß durchführte und den Südsudan anerkannte, kündigten die USA an, den Sudan von der Liste zu streichen, wenn weitere Forderungen erfüllt würden. Der Sudan wird seitdem allerdings weiterhin auf der Liste der State Sponsors of Terrorism aufgeführt. Am 20. November 2017 wurde Nordkorea erneut auf die Liste gesetzt.
Südjemen wurde nach seiner Vereinigung mit Nordjemen zu Jemen von der Liste entfernt.
2006 wurde Libyen von der Liste gestrichen, nachdem Muammar al-Gaddafi öffentlich dem Terrorismus abgeschworen hatte.
Afghanistan bzw. das von den Taliban errichtete Islamische Emirat Afghanistan war nie auf der offiziellen Liste, da die USA die Taliban nicht als Regierung des Landes anerkannten.
Am 29. Mai 2015 wurde, im Zuge der Wiederaufnahme der diplomatischen Beziehungen zwischen den USA und Kuba, Kuba von der Liste gestrichen.